# The Wilderness Society (Australie)
 (décembre 2022).
The Wilderness Society est une association environnementale australienne à but non lucratif créée en 1976. Elle a été créée à Hobart, en Tasmanie, en Australie et s'y situe toujours. C'est une association communautaire. Elle est neutre politiquement mais encourage les gens à faire pression sur les hommes politiques pour des causes environnementales. The Wilderness Society est très répandue en Australie et elle a des centres de campagne (Campaign Centres en anglais) dans toutes les capitales régionales australiennes sauf Darwin et Canberra. 

## Histoire
La TWS a initialement été formée comme un groupe de protestations appelé "The Tasmanian Wilderness Society" pour faire une campagne contre la commission tasmanienne hydro-électrique qui voulait construire des barrages à beaucoup d'endroits en Tasmanie. La commission hydro-électrique avait l'air de faire pression sur les politiciens et le public en justifiant cette décision comme la meilleure solution pour la Tasmanie.  
La motivation pour la formation de TWS a été la planification et la construction du Franklin Dam sur la rivière Gordon, en Tasmanie du Sud-Ouest. Pour la TWS et beaucoup d'Australiens, la rivière Gordon étaient considérés comme des régions naturelles sauvages, et pas comme une extension supplémentaire du développement et de l'expansion de la commission hydro-électrique. 
Le groupe a été originellement fondé en 1976 par les membres du Southwest Action Committee. Avec le United Tasmania Group, ils avaient protesté contre l'inondation du lac Pedder. Le groupe a vite établi des branches inter-états, et en 1980 il était national. Après le succès de la campagne contre le Franklin Dam, le groupe se fit connaître sous le nom actuel, The Wilderness Society. 
En  2005, la compagnie forestière tasmanienne Gunns est allé en justice comme quoi les activités des activistes en faveur de l'environnement leur enlevaient des bénéfices et demandait que TWS leur paie 3,5 millions de dollars. En mars 2009, c'est eux qui paient finalement 350 000 dollars à TWS en dommages et pour faire cesser l'action.

## Activités
À ses débuts, TWS a particulièrement insisté sur le fait que la nature et les espaces sauvages étaient importants et qu'il fallait les préserver pour les générations futures. 
Les campagnes de TWS incluent : 
- l'arrêt des bûcherons dans les forêts avec des arbres anciens ;
- empêcher la destruction des habitats des espèces en danger de disparition ;
- empêcher la révocation des lois environnementales ;
- campagne nationale pour laisser les énergies fossiles dans le sol pour mitiger les effets du changement de climat ;
- etc.